# Gablingen
Gablingen ist eine Gemeinde und ein Pfarrdorf im schwäbischen Landkreis Augsburg.

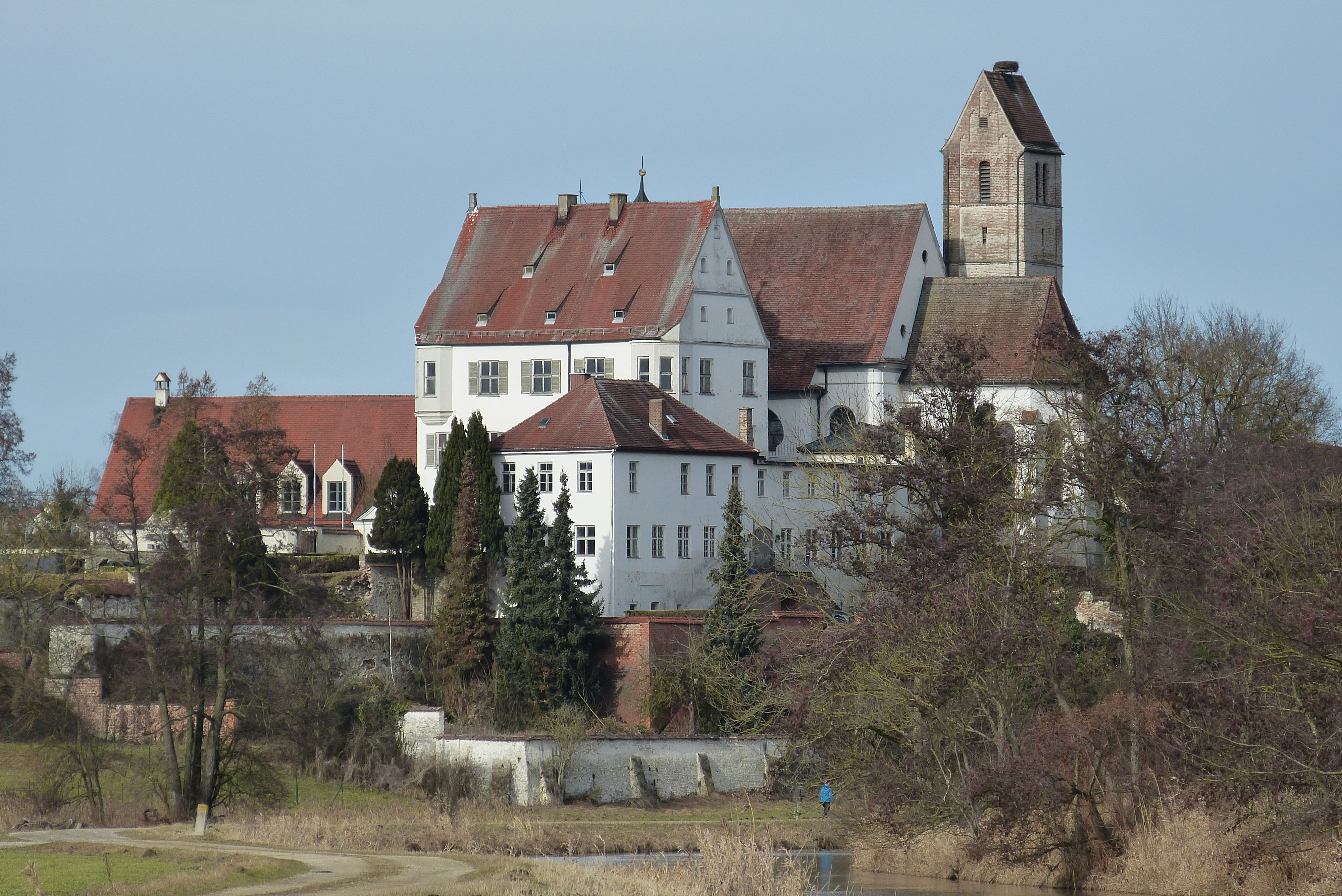
Schloss und Kirche prägen das Gablinger Ortsbild.

## Geographie

### Lage
Die Gemeinde liegt etwa zehn Kilometer nordwestlich von Augsburg am Rande des Naturparks Augsburg – Westliche Wälder (davon 32 % Waldanteil). Am östlichen Ortsrand fließt die Schmutter. Am östlichsten Rand des Gemeindegebietes befindet sich der ehemalige Militärflugplatz Gersthofen-Gablingen, auf dem sich die BND-Außenstelle Gablingen und die Justizvollzugsanstalt Augsburg-Gablingen befindet. Der Ort liegt auf einer Höhe von 430 bis 520 Metern.

### Gemeindeteile
Die Gemeinde hat 5 Gemeindeteile (in Klammern ist der Siedlungstyp angegeben):
- Gablingen (Pfarrdorf) mit Gablingen-Aussiedlerhöfe (Gehöfte)
- Gablingen-Siedlung mit Gablingen Am Flugplatz (Weiler)
- Holzhausen (Dorf) „Tor zum Holzwinkel“
- Lützelburg (Pfarrdorf)
- Muttershofen (Dorf)

## Geschichte

### Bis zur Gemeindegründung
Als Gründungszeit wird das fünfte Jahrhundert angeführt.
Der Pfarrhof Gablingen wurde erstmals im Jahr 1144 urkundlich erwähnt und gehörte zum Herzogtum Schwaben. Von 1527 bis 1806 war die Gemeinde im Besitz der Familie Fugger, dann kam der Ort zum Königreich Bayern. Im Zuge der Verwaltungsreformen in Bayern entstand mit dem Gemeindeedikt von 1818 die heutige Gemeinde.

### Neuzeit
Im Bereich des Bahnhofes wurde 1940 eine Siedlung für Bedienstete des Fliegerhorstes errichtet und zwischen 1952 und 1962 durch Neubauten von Heimatvertriebenen erheblich vergrößert.
1994 wurde das Datum der ersten urkundlichen Erwähnung (850-Jahr-Feier) gefeiert und bei diesem Anlass eine Ortschronik herausgegeben.

### Außenlager des KZ Dachau
Im Jahre 1944 befand sich hier ein Außenlager des KZ Dachau.

### Eingemeindungen
Der Weiler Holzhausen gehört seit 1818 zu Gablingen.
Im Zuge der Gebietsreform in Bayern wurde am 1. Mai 1978 die Gemeinde Lützelburg eingegliedert.

### Einwohnerentwicklung
Zwischen 1988 und 2018 wuchs die Gemeinde von 4033 auf 4692 um 659 Einwohner bzw. um 16,3 %.
Die Gemeinde ist mit rund 5000 Einwohnern die elftgrößte Gemeinde im Landkreis Augsburg.

## Politik

### Gemeinderat
Sitzverteilung im 16-köpfigen Gemeinderat (Stand: 2020):
- CSU: 5 Sitze
- CSM: 2 Sitze
- SPD: 1 Sitz
- Bündnis 90/Die Grünen: 3 Sitze
- JBG: 2 Sitze

### Bürgermeisterin
Seit Mai 2020 ist Karina Ruf hauptamtliche Erste Bürgermeisterin. Sie ist die erste Frau in diesem Amt in Gablingen und gewann die Wahl 2020 mit 35 Stimmen Vorsprung in der Stichwahl gegen Jürgen Schantin (parteilos).
Karl Hörmann war 2008–2020 Bürgermeister von Gablingen und ist jetzt Altbürgermeister. Langjähriger Altbürgermeister war Pius Kaiser senior von 1978 bis 2008.

### Wappen
| Wappen von Gablingen | Blasonierung: „Gespalten von Blau und Gold; vorne auf einem grünen, mit silbernem Querfluss belegten Dreiberg ein silbernes Schloss mit hohem Giebel und rot gedecktem Turm, hinten eine blaue Lilie.“ |
| Wappen von Gablingen | Wappenbegründung: Das Wappen zeigt in der vorderen Schildhälfte das Schloss von Gablingen. Die hintere Schildhälfte erinnert mit der heraldischen Lilie und mit den Farben Blau und Gold an die Fugger, die das Schloss 1527 erwarben und in deren Besitz es bis 1889 blieb. Die Fugger verfügten seit 1528 auch über großen Grundbesitz im Gemeindegebiet. Der silberne Querfluss weist auf die Schmutter hin, die durch das Gemeindegebiet fließt. Dieses Wappen wird seit 1952 geführt. |

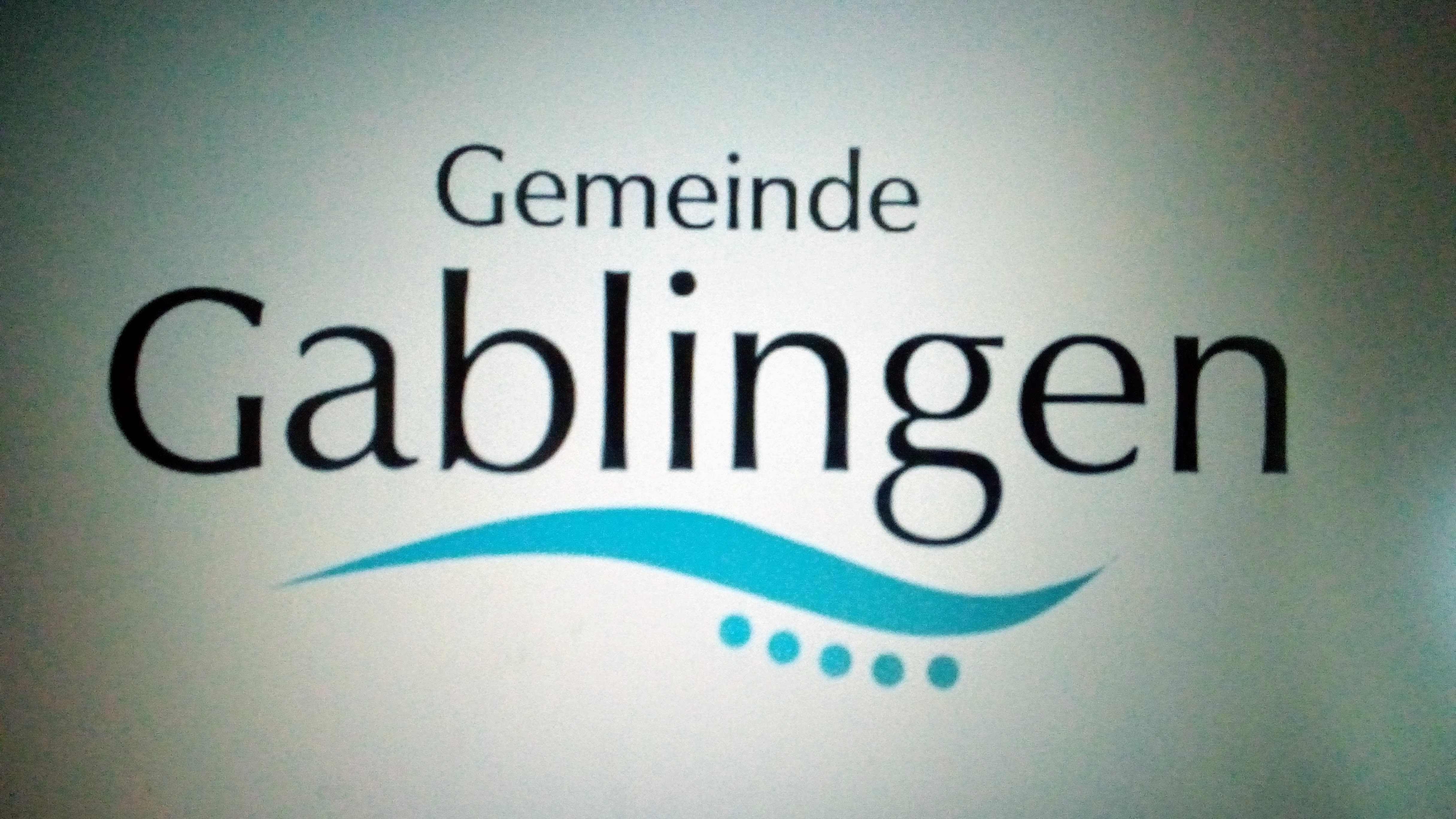
Briefkopf – Logo der Gemeinde Gablingen

Als Briefkopf-Logo: „Die Perle des Schmuttertals“

## Infrastruktur und Wirtschaft
Die Justizvollzugsanstalt Augsburg-Gablingen liegt beim  Flugplatz Gersthofen-Gablingen, ehemals Fliegerhorst. Es besteht der Verdacht, dass hier Gefangene geschlagen und teils nackt in besonders gesicherten Hafträumen eingesperrt wurden. Die Staatsanwaltschaft ermittelt.
Die Gemeinde verfügt über einen Bahnhof an der Bahnstrecke Augsburg–Nördlingen. Dieser liegt ca. 1,5–2 Kilometer vom Ortszentrum des Hauptortes entfernt im Gemeindeteil Gablingen-Siedlung. Von dort gibt es zwei Busverbindungen (420,459) des Augsburger Verkehrs- und Tarifverbunds in den Ort selbst in Richtung nach Augsburg bzw. Achsheim, Langweid/Lech und zum Industriepark Gersthofen. 6 km zur Bundesautobahn 8 Stuttgart-München mit dem Kreuz Augsburg-West bzw. Neusäß, Bundesstraße 2 Augsburg-Donauwörth/Bundesstraße 17 bzw. Landsberg/Lech. Gersthofen-Nord (5 km) ist die direkteste Ausfahrt zum Ort Gablingen. Eine sehr gute verkehrsmäßige Erschließung hat ein neues Industriegebiet von 16 Hektar am Rande des ehemaligen Flugplatzes und ein älteres Industriegebiet im nördlichen Bereich zur Foret (Langweid am Lech) hin, zwischen der Bahnstrecke Nürnberg–Augsburg und der Bundesstraße 2 Augsburg-Donauwörth 2 km zur Ausfahrt Stettenhofen gelegen.
An Gablingen führen auch drei Radwanderwege vorbei:
- Der Bayerisch-Schwäbische Jakobusweg (Jakobus-Pilgerweg)[15] von Oettingen über Augsburg ins Allgäu und zum Bodensee.
- Die 7-Schwaben-Tour[16] – auf 220 Kilometern rund um den Naturpark
- Der Pfarrer-Kneipp-Weg[17] von Biberbach bis Bad Wörishofen – mit einer Gesamtwegstrecke: ca. 84 km.

In der Gemeinde befinden sich eine Grundschule, 2 kath. Kindergärten, ein AWO-Kinderhort, 2 Ärzte, 1 Tierarzt, ein Zahnarzt, eine Apotheke, 3 Vereinsheime, 2 Pfarrheime und ein Bürgerhaus.
Linde AG Linde Gas Gablingen größter Arbeitgeber
STAUB & CO. – SILBERMANN Chemie GmbH gehört zur Stockmeier Chemie, Niederlassung Gablingen
Federspiel Maschinenbau GmbH
Augsburger Holzhaus GmbH Vorfertigung: Fertighaus, Zweigstelle Gablingen
Tupperware S. & D. Beyer GmbH, die aus Kunststoff bestehende Küchen- und Haushaltsartikel sowie Kosmetik- und Körperpflegeprodukte vertreibt, Bezirkshandlung Gablingen
Gablinger Truthuhnspezialitäten GmbH (Gablinger Putefarm) größte Geflügelproduktion im Augsburger Raum.
documentus Bayern GmbH Dokumentenmanagement zur Aktenarchivierung und Datenvernichtung mit Hochregallager
Die einzige Übernachtungsmöglichkeit ist die „St. Klaus Hütte“ (Naturfreundehaus) in Mutterhofen.

## Kultur und Sehenswürdigkeiten
Ein vielseitiges Kultur-, Sport- und Freizeitangebot bieten die zahlreichen Ortsvereine (Freilichtbühne – Moto-Cross – Naturfreundehaus).
Eine Wald- und Hügellandschaft am Rande des Naturparks „Naturpark Augsburg – Westliche Wälder“ lädt zu Spaziergängen und ausgedehnten Wanderungen ein.
Gablingen ist eine Faschingshochburg des nördlichen Landkreis Augsburg. Den Auftakt zur Faschingszeit bildet die, üblicherweise am Wochenende vor dem Faschingssamstag stattfindende, Faschingssitzung. Dort wird seit 1992 ein bunt gemischtes Programm an Wortbeiträgen, Tanz und Musik aufgeführt. Natürlich nehmen die Akteure auch Missgeschicke der Gemeindemitglieder oder eventuelle Fehlentscheidungen von Kommunalpolitikern auf die Schippe. In den letzten Jahren finden sich auch vermehrt Tanzbeiträge im Programm.
Seit 1979 finden wieder jährliche Faschingsumzüge in Gablingen mit Kehraus-Feier statt, traditionell am Faschingsdienstag im Hauptort.
Ebenfalls im Hauptort gibt es ein Archäologisches Museum an der Grundschule, das Funde aus der Gegend beherbergt. Es werden Objekte von der Steinzeit bis zum Mittelalter ausgestellt. Daneben wird über die Entwicklung mittelalterlicher Burgen im Augsburger Landkreis informiert.
Der Ortsfriedhof am Holzhauser Weg wurde im Jahre 2012 im Friedhofsprojekt des Bayerischen Landesvereins für Familienkunde fotografiert. Über 1.500 Grabinschriften sind abrufbar.

## Baudenkmäler
- Bedeutend ist die barocke Pfarrkirche St. Martin von 1734 bis 1738 als Stiftung der Fugger. Kirchturm und Chor der Gablinger Kirche stammen aus der zweiten Hälfte des 15. Jahrhunderts. Zwei Fugger’sche Allianzwappen findet man an den beiden Altären in den Querarmen der Kirche.
- Schloss Gablingen

## Persönlichkeiten
- Paul Ernst Klee (* 18. Dezember 1879 in Münchenbuchsee, Kanton Bern; † 29. Juni 1940 in Muralto, Kanton Tessin) war ab dem 17. Januar 1917 am Flugplatz Gersthofen-Gablingen stationiert. Als Schreiber des Kassenwarts war ihm so ein Fronteinsatz erspart und er konnte in einem außerhalb der Kaserne gelegenen Zimmer seine Malerei fortführen.[28]